# Бартоломео Куниберт
Бартоломео Силвестро Куниберт (итал. Bartolomeo Silvestro Cuniberti; Савиљано, 3. децембар 1800 — Савиљано, 13. март 1851) био је пијемонтски лекар који је од 1828. до 1839. био лични лекар српског кнеза Милоша Обреновића и његове породице. У Београду је 1827. са тастом Витом Ромитом отворио прву апотеку, а кнез Милош га је 1832. одредио за првог лекара округа и вароши београдске. При крају Милошеве прве владавине служио је кнеза и као преводилац и поверљиви посланик британском конзулу у Београду Хоџизу.
После абдикације кнеза Милоша 1839. напустио је Србију и вратио се у своје родно место где се посветио писању историје Српске револуције и владавине кнеза Милоша Обреновића. До краја живота је писао и уређивао своје дело Историјски оглед о устанцима и самосталности Србије 1804-1850 на француском језику које су постхумно довршила и објавила његова браћа Феличе и Микеланђело. Кунибертову историју је 1901. године превео на српски језик Миленко Веснић под насловом Српски устанак и прва владавина Милоша Обреновића 1804-1850. Дело је доживело и реиздање у два тома 1988. у Просветиној библиотеци Баштина са поговором Душана Т. Батаковића.
По Куниберту се и споменик културе од великог значаја Докторова кула у Београду понекад назива и Кунибертова кула.

## Долазак у Београд
Бартоломео Куниберт рођен је 3. децембра 1800. у Савиљану у Краљевини Пијемонт-Сардинији. Школовао се у родном месту, а затим је похађао медицинске студије у Торину, интересујући се посебно за хирургију. По окончању студија стекао је законско право да може и сам да предаје медицинске науке. Током студија је, највероватније, приступио карбонарима, тајном удружењу које се залагало за уједињење Италије. Под притиском полицијских власти Куниберт је 1824. напустио Краљевину Пијемонт-Сардинију и отиснуо се у Цариград, престоницу Османског царства. У Цариграду је упознао капућехају београдског паше који га је примио у службу и упутио у Београд где је Куниберт стигао у лето 1824. године.

## У служби кнеза Милоша
Као лекар београдског Абдурахман-паше (1821—1826) Куниберт је радио за плату од хиљаду гроша месечно и имао је право и на стан, кола, три коња, двоје слугу и храну за себе и породицу. У Београду је затекао Наполитанца Вита Ромиту, лекара и избеглог карбонара, који је као лекар неизменично служио београдског везира и српског кнеза Милоша. Ромити је кнез 1823. такође поверио и васпитање своје ћерке Савке. Куниберт се 1826. оженио Ромитином ћерком Антоанетом. Ромита и Куниберт су 1827. отворили прву апотеку у Београду, али су се убрзо пословно разишли. Ромита је отишао у суседну Влашку где је наставио са лекарском и апотекарском праксом. Куниберту је оставио на име мираза Докторову кулу са виноградом.
Пре Кунибертовог доласка у Београду и Србији су радили само два дипломирана лекара: Ромита и Јован Стејић. Куниберт је својим радом скренуо пажњу на себе и кнез Милош га је позвао да лечи чланове његове породице. Милош је, задовољан како се Куниберт старао о здрављу његових синова Милана и Михаила, љубавнице Јеленке и ванбрачног сина Гаврила, је у током 1827. у неколико наврата богато даровао пијемонтског лекара. Најзад, Куниберт је 1828. потпуно прешао у кнежеву службу и као доктор књажески добио је плату од 500 талира годишње.
Путујући по Србији Куниберт је брзо научио српски језик и почео је да се потписује као Вартоломеј. Поред бриге о здрављу болешљивог престолонаследника Милана, Куниберт је био задужен да обилази бање и војне болнице у Крагујевцу и Пожаревцу и ради на одржавању општег здравља. Био је заговорник вакцинације. Кнез га је у лето 1832. именовао за првог лекара окружја и вароши београдске са платом од 360 талира годишње уз обавезу да сиромашне лечи бесплатно. Затим, Милош Обреновић му је 1833. доделио пензију, а 1835. га је уврстио у заслужне пензионере доделивши му 150 талира колико је том приликом додељено и Вуку Караџићу. Куниберт је био радо виђен гост у домовима највиђенијих људи у Кнежевини попут Димитрија Давидовића и кнежевог млађег брата Јеврема Обреновића. Ипак, Јевремова ћерка Анка је у свом дневнику Куниберта сумњичила да у име Кнеза долази да шпијунира Јеврема и њену породицу. Кунибертову супругу Антоанету оптуживала за дволичност и склоност оговарању
Куниберт је био особа од кнежевог поверења што је било јасно и савременицима. Француски дипломата Боа ле Конт је 1834. у преписци са министром спољних послова грофом де Рињи предлагао да, када Француска отвори конзулат у Београду, Куниберту повери положај конзула. Куниберт се углавном није мешао у политичке размирице у Србију, у борбу између кнеза Милоша и уставобранитеља. Ипак, када је у Србију 1837. стигао први британски конзул Хоџиз Милошу је затребао поверљиви посланик и преводилац за честе контакте са дипломатским представником Велике Британије. Као карбонар, непријатељ политике Свете алијансе, Куниберт је био противник Хабзбуршке монархије и царске Русије. Подржавао је Милошеву апсолутистичку политику и покушаје да истисне руски утицај ближим повезивањем са Великом Британијом. Међутим, Хоџизова дипломатија је доживела неуспех и убрзала је пад кнеза Милоша који је 1839. био натеран на абдикацију под притиском уставобранитеља који су уживали руску подршку

## По одласку из Србије
Куниберт је из аустријског Земуна пратио догађаје који су непосредно довели до Милошеве абдикације. У пратњи свргнутог кнеза напустио је Земун пошто је својом подршком Милошу и англофилском политиком стекао доста непријатеља у Србији. Милош му је платио пут до родног Савиљана. Са Милошем се последњи пут састао у Бечу 1843. године. Ту је са бившим кнезом провео неколико месеци. Милош Обреновић је у то време планирао повратак на српски престо уочи Катанске буне. Милош је желео да уз себе поново има доктора Куниберта тако да је договорено да се поново састану у Милану. До овог сусрета, међутим, никада није дошло.
Из Кунибертове преписке са Вуком Караџићем из 1844. познато је да је са бројном породицом живео врло скромно и без сталних примања. Размишљао је да поново срећу потражи у Цариграду или да посао нађе, уз Милошеву препоруку, у Влашкој. Преминуо је у родном месту 13. марта 1851. године

## Српски устанак и прва владавина Милоша Обреновића 1804—1850
Током боравка у Кнежевини Србији Бартоломео Куниберт је почео да прикупља историографску и етнографску грађу о Србији и њеном становништву. Није познато када је почео да пише своје дело о историји Српске револуције и владавини кнеза Милоша. На рад га, делимично, је подстакло појављивање дела Сипријана Робена Словени у Турској (фр. Les Slaves de Turquie) које се појавило у Паризу 1844. године. Роберова књига је привукла велику пажњу европске јавности, али је у њој кнез Милош Обреновић био приказан најтамнијим бојама .
Куниберт је почео да пише са циљем да побије Роберове тврдње и оправда кнеза Милоша. Писао је на основу личних сећања, литературе на француском и српском језику, преписке (укључујући и писма британског конзула Хоџиза), као и српских правних аката. Већи део његовог дела има мемоарски карактер. И поред одређених слабости, због Кунибертове склоности да правда Милошеве мане и поступке, његово дело је, према речима Душана Т. Батаковића, јединствено међу наративним изворима о првој владавини кнеза Милоша .
Први део Кунибертовог мемоарско-историјског дела објављено је у Паризу 1850. године. Куниберт је наставио да ради на другом делу, али је преминуо 1851. године. Према његовим упутствима други део су завршила његова браћа Феличе и Микеланђело и објавила га у Лајпцигу 1855. године.
Кунибертову историју је 1901. године превео на српски језик Миленко Веснић под насловом Српски устанак и прва владавина Милоша Обреновића 1804-1850. Дело је доживело и реиздање у два тома 1988. у Просветиној библиотеци Баштина са поговором Душана Т. Батаковића.